# The Guess Who
A The Guess Who kanadai rockegyüttes, amely Winnipegben alakult. Leginkább blues rock és pszichedelikus rock stílusú slágereikről ismertek.
Első jelentősebb slágerük a "Shakin' All Over" című dal feldolgozása volt. Ekkor még "Chad Allan and the Expressions" néven működtek. The Guess Who néven több slágerük is volt, például az "American Woman", "a These Eyes" vagy a "No Time".
Tizennégy daluk bekerült az amerikai Top 40-be, Kanadában pedig több, mint harminc daluk is felkerült a slágerlistára.
1975-ben feloszlottak. Azonban Jim Kale és/vagy Garry Peterson 1977 óta The Guess Who néven turnéznak, az eredeti tagok részvétele nélkül.

## Története
A zenekar eredete 1958-ra nyúlik vissza, amikor Chad Allan megalapította saját együttesét Chad Allan and the Silvertones néven. A felállás párszor változott, majd 1962-ben nevet változtattak: Chad Allan and the Reflections lett a nevük. Tagjai között szerepelt Allan és Bob Ashley billentyűs, valamint Randy Bachman, Jim Kale és Garry Peterson.
Első kislemezük 1962-ben jelent meg.

## Tagok
- Garry Peterson – dob, ütős hangszerek, vokál (1962–1975, 1983, 1987–)
- Leonard Shaw – billentyűk, szaxofon, furulya, vokál (1991–1999, 2004–)
- Derek Sharp – ének, ritmusgitár, zongora (2008–)
- Michael Staertow – gitár, vokál (2021–)

## Diszkográfia
Chad Allan and the Expressions (Guess Who?) néven
- Shakin' All Over (1965)
- Hey Ho (What You Do to Me!) (1965)

The Guess Who? néven
- It's Time (1966)
- A Wild Pair (1968)

The Guess Who néven
- Wheatfield Soul (1969)
- Canned Wheat (1969)
- American Woman (1970)
- Share the Land (1970)
- So Long, Bannatyne (1971)
- Rockin' (1972)
- Live at the Paramount (1972)
- Artificial Paradise (1973)
- #10 (1973)
- Road Food (1974)
- Flavours (1974)
- Power in the Music (1975)
- Together Again (1984)

A Burton Cummings-korszak utáni albumok, amelyek a The Guess Who név alatt jelentek meg
- Guess Who's Back (1978)
- All This for a Song (1979)
- Now and Not Then (1981)
- Liberty (1994)
- The Future IS What It Used To Be (2018)